# 道格拉斯·科爾曼
道格拉斯·科爾曼（英語：Douglas L. Coleman，1931年10月6日—2014年4月16日），美國生物化學家，他在1954年於加拿大安大略省麥克馬斯特大學（McMaster University）理學士畢業，隨後在1958年於威斯康辛大學（University of Wisconsin）取得生化系博士學位後，便一直在傑克遜實驗室擔任研究工作，直至1991年退休。
1998年，他被選為美國國家科學院院士。此外，他與另一位科學家傑弗理·弗理德曼（Jeffrey M. Friedman）一起獲得2009年邵逸夫生命科學及醫學獎及2010年的艾伯特·拉斯克医学研究奖，以表彰其發現瘦素（leptin）之貢獻。

## 發現瘦素的過程
退休前，科爾曼一直利用實驗室老鼠來研究癡肥與糖尿病的關係。
當時科爾曼有一個假設，老鼠的血液循環系統中可能有一種激素與肥胖有關，為此他開始著手研究，對像是兩種基因變異的老鼠，分別稱為DB糖尿病老鼠及OB癡肥老鼠。
由於那段時間沒有基因排序技術，科爾曼設計了一個「聯體實驗」，將兩隻老鼠身體內的血管連接起來，形成一個大循環，結果OB癡肥老鼠一直不進食，最後更餓斃了。
根據實驗結果，科爾曼作出以下推論，有一種未知激素會經血液帶進大腦，提示老鼠已食飽，不再進食。他相信OB老鼠癡肥的原因，是因為體內缺乏這種未知激素，因此未能控制自己的食慾。在「聯體實驗」中，由於DB老鼠的血液有太多這種未知激素，經血管傳給OB老鼠後，從而嚴重抑制OB老鼠的食慾而令它餓斃。經過反覆的實驗，科爾曼再次作出推論，DB老鼠儘管有大量抑制食慾的因子（factor），但因DB老鼠的體內細胞受體（receptor）未能識別那些因子，故對DB老鼠沒有作用，DB老鼠因而變得越來越肥。
不過他的實驗成果卻遭到其他科學家質疑，據他自述，當時他的心情頗為沮喪。他用了一年多時間才解決所有同行的質疑，但他卻沒有再進一步研究找出這些激素是甚麼，以及這些激素在體內製造的地方。他指要再進一步研究的話，便需要大量的資金及聘請很多助手，他對此不感興趣。因此研究瘦素的後續工作主要由傑弗理·弗理德曼完成。

## 家庭
在研究期間，科爾曼的次子在1965年證實患上骨癌，並在1971年去世，當時他的次子只有12歲。
另一方面，科爾曼患有腦退化症的妻子在他獲頒邵逸夫獎當年去世，未能跟他一起分享得獎的喜悅。

## 獎項及成就
- 1998年：當選為美國國家科學院（National Academy of Sciences）院士
- 2005年：獲頒佳德纳基金会国际奖（Gairdner Foundation International Award）（連同傑弗理·弗理德曼）
- 2009年：獲頒邵逸夫生命科學及醫學獎（Shaw Prize of Life science and Medicine）（連同傑弗理·弗理德曼）
- 2010年：獲頒艾伯特·拉斯克医学研究奖（Albert Lasker Award for Basic Medical Research）（連同傑弗理·弗理德曼）